# Her Jong-chau
Her Jong-chau (nascido em 5 de janeiro de 1946) é um ex-ciclista taiwanês que competiu no ciclismo nos Jogos Olímpicos de Verão de 1964.